# Фотоблог
Фотоблог (енгл. photoblog) је форма дељења фотографија (енгл. photo sharing) и електронског издаваштва у формату блога, али се разликује од њега доминантним фокусом на фотографије уместо на текст. Фотоблоговање (активност слања фотографија на фотоблог) је доживело популарност у раним 2000им путем сервиса моблога и камерафона.

## Конструкција
Постоје 3 врсте фотоблога. Фотоблог на индивидуалним доменима, фотоблогови на сервисима за блоговање као што је Blogger који је примарно дизајниран за текстуалне садржаје, и фотоблог на фотоспецифичним сервисима за блоговање као што је .
Динамичка природа блогова и фотоблогова у поређењу са статичким сајтовима значи да морају да користе неку форму система за управљање садржајем (енгл. content management system - CMS) да би се избегле ручне манипулације. Овај систем за управљање садржајем обично обезбеђују ауторе фотоблога веб сервисима који дозвољавају креирање и управљање порукама и аплоадовање слика. Систем за управљање садржајем испоручује вебстране на бази података које је унео аутор фотоблога. Приступ фотоблоговима је обично нерестриктиван и дозвољен је свима са приступом интернету.
Конвергенција мобилних телефона са дигиталним камерама је отворила нову еру у фотоблоговању пошто аутори могу да публикују фотографије директно са телефона на веб.